# Aérodrome de Saint-Quentin - Roupy
L’aérodrome de Saint-Quentin - Roupy (code OACI : LFOW) est un aérodrome ouvert à la circulation aérienne publique (CAP), situé sur les communes de Roupy et de Fontaine-lès-Clercs à 5 km à l’ouest-sud-ouest de Saint-Quentin dans l’Aisne (région Hauts-de-France, France).
Il est utilisé pour la pratique d’activités de loisirs et de tourisme (aviation légère). Il est notamment utilisé par les planeurs ou encore par les ULM.

## Situation
| Abbeville Albert - Bray Amiens - Glisy Arras - Roclincourt Beauvais - Tillé Berck-sur-Mer Calais - Dunkerque Cambrai - Niergnies Château-Thierry - Belleau Compiègne - Margny Dunkerque - · Les Moëres Laon - Chambry Lens - Bénifontaine Lille - Lesquin Lille - Marcq-en-Barœul Maubeuge - Élesmes Merville - Calonne Montdidier Péronne - Saint-Quentin Le Plessis-Belleville Saint-Inglevert - · Les deux Caps Saint-Omer - Wizernes Saint-Quentin - Roupy Soissons - Courmelles Le Touquet- · Élisabeth II Valenciennes - Denain |

## Installations
L’aérodrome dispose de deux pistes en herbe orientées sud-nord :
- une piste 04/22 longue de 670 mètres et large de 100 ;
- une piste 14/32 longue de 620 mètres et large de 100.

L’aérodrome n’est pas contrôlé. Les communications s’effectuent en auto-information sur la fréquence de 123,500 MHz. Il est agréé avec limitations pour le vol à vue (VFR) de nuit.
S’y ajoutent :
- une aire de stationnement ;
- un hangar ;
- une station d’avitaillement en carburant (100LL) et en lubrifiant ;
- un restaurant[2].

## Aéroclub de l'Aisne
L'aéroclub de l'Aisne a été crée en 1927 par Constant Plessis. Après avoir été considéré comme un as de la Première Guerre mondiale, Constant Plessis souhaite se reconvertir dans le civil. Il crée alors l'association de l'Aéroclub de l'Aisne où il la préside pendant 8 mois.
Aujourd'hui, l'Aéroclub de l'Aisne possède une flotte de 3 appareils : 
- F-GBAQ : DR400
- F-GAHM : DR400
- F-HSDM : Elixir Aircraft[5]

L'aéroclub est un DTO qui assure une formation du Private Pilot Licence (Licence de Pilote Privé) et du LAPL (Licence de pilote privé aéronef léger).

## Activités
- Aéroclub de l’Aisne
- Association sportive vélivole Raymond Delmotte

## Meeting aérien

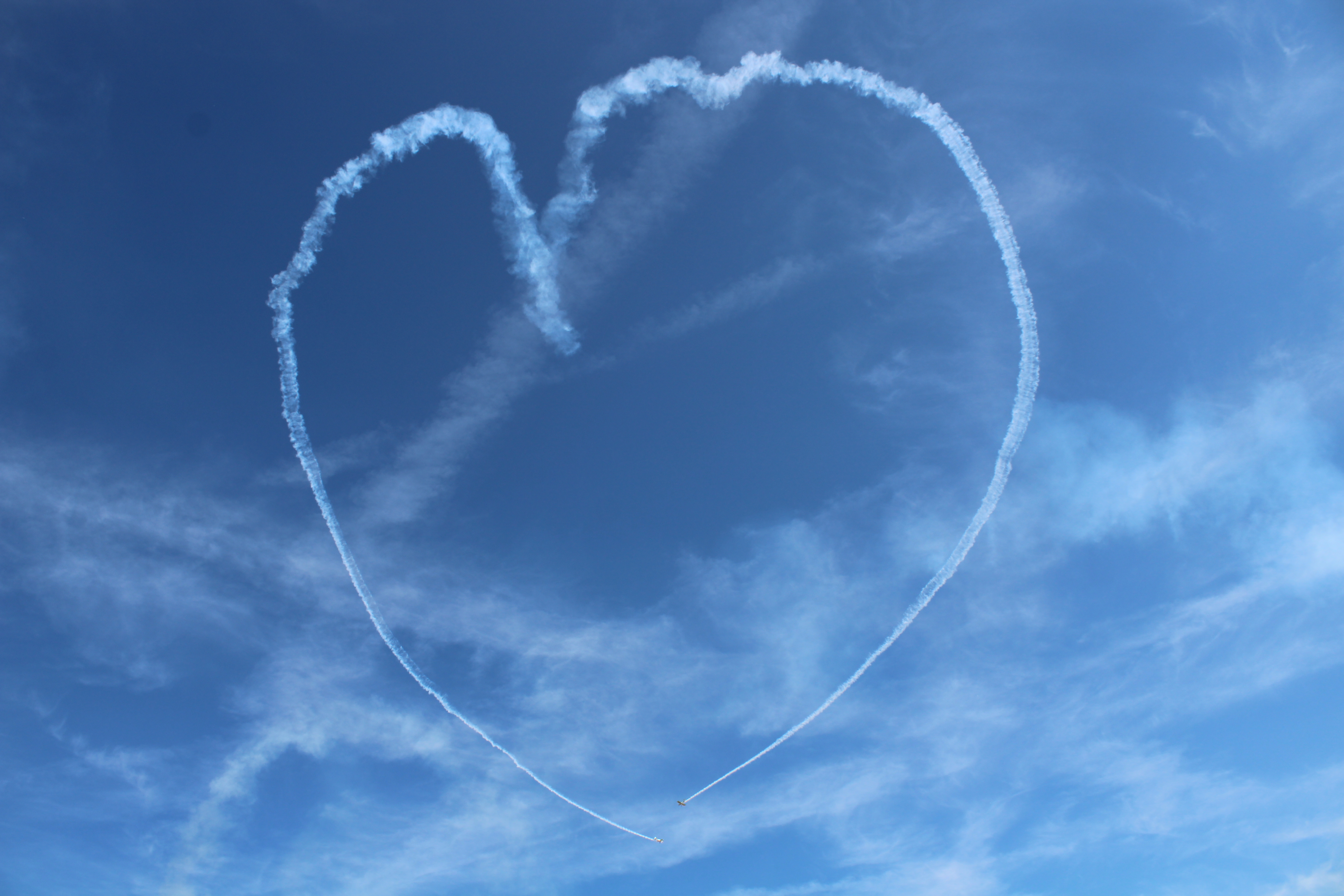
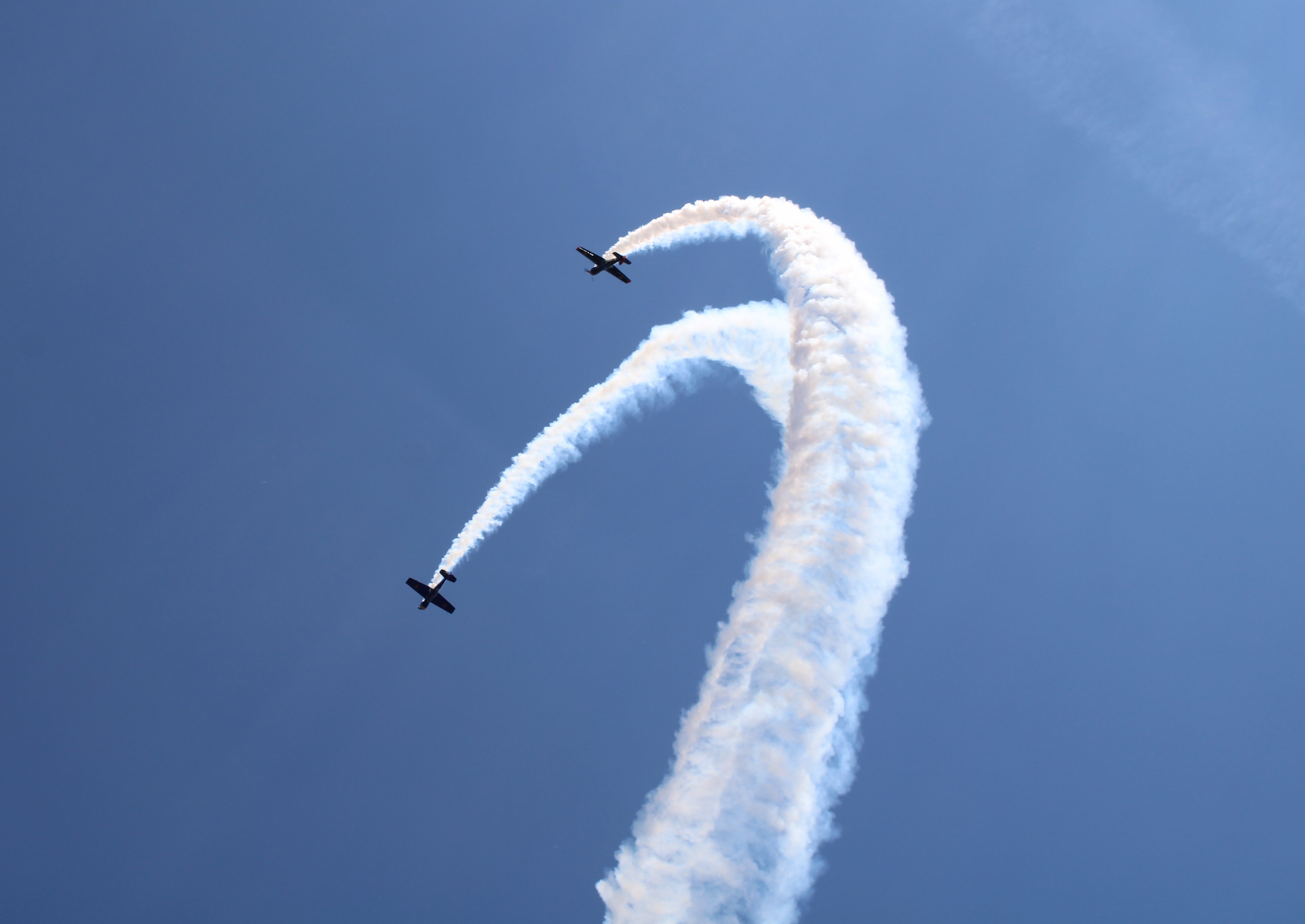
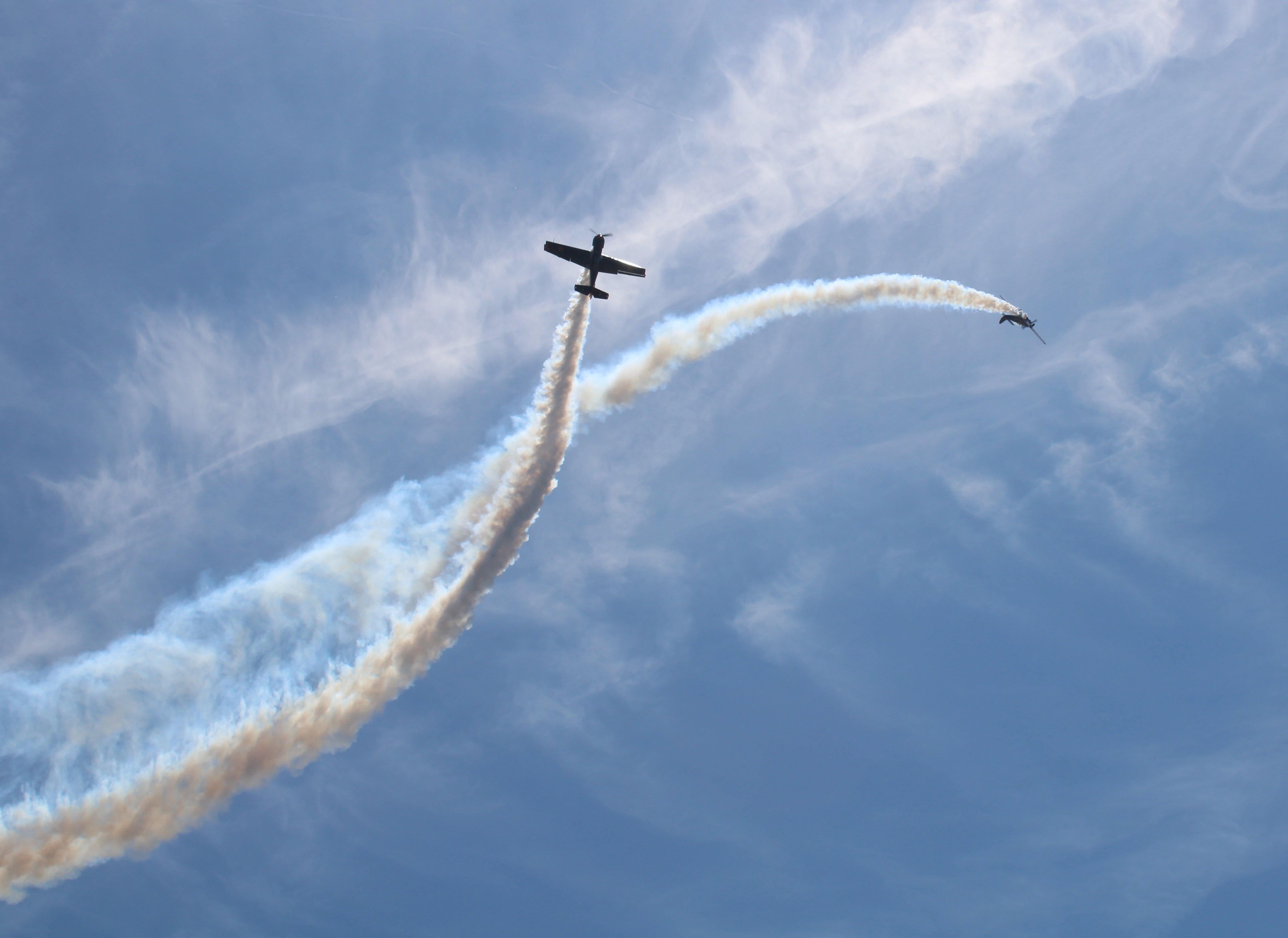
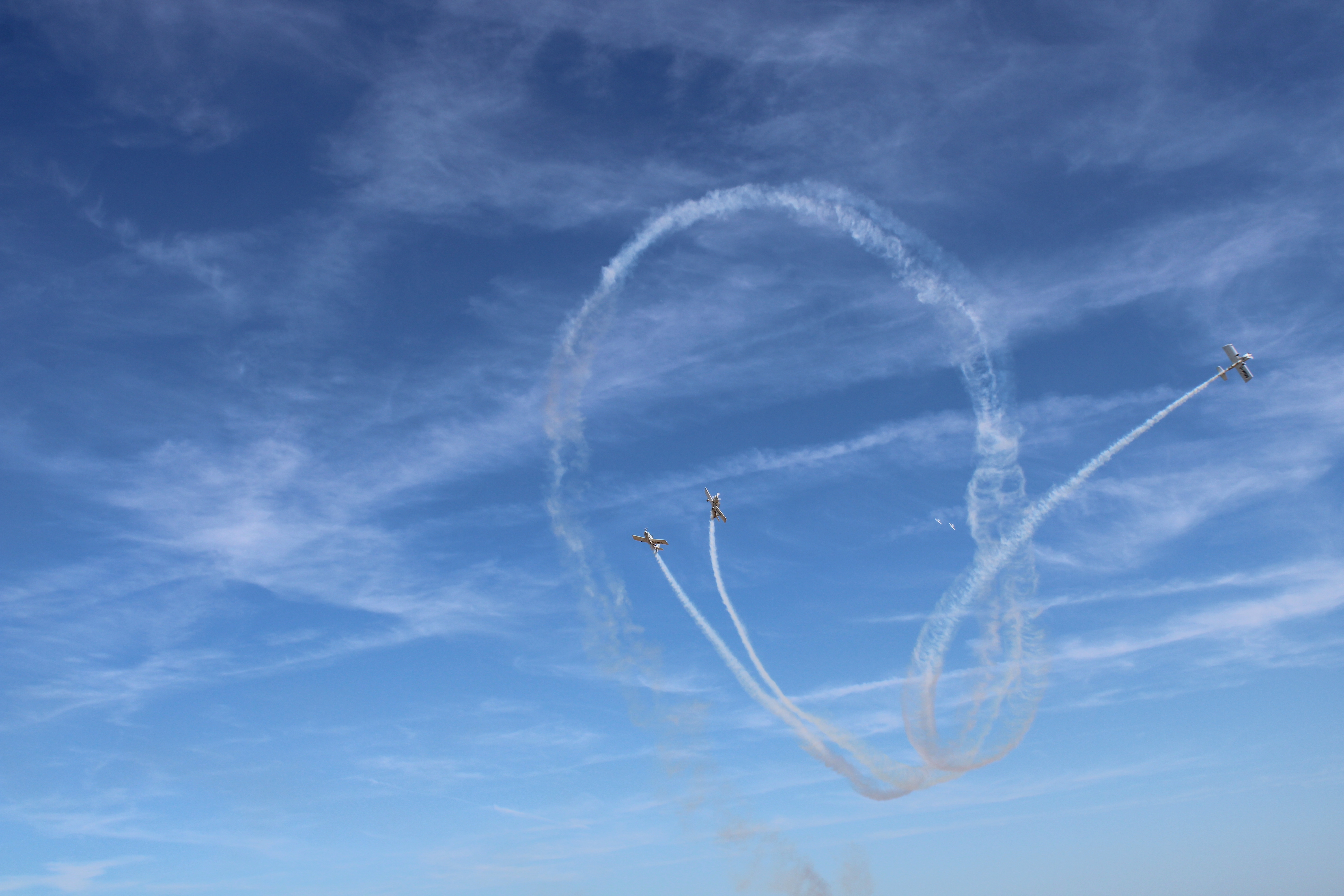
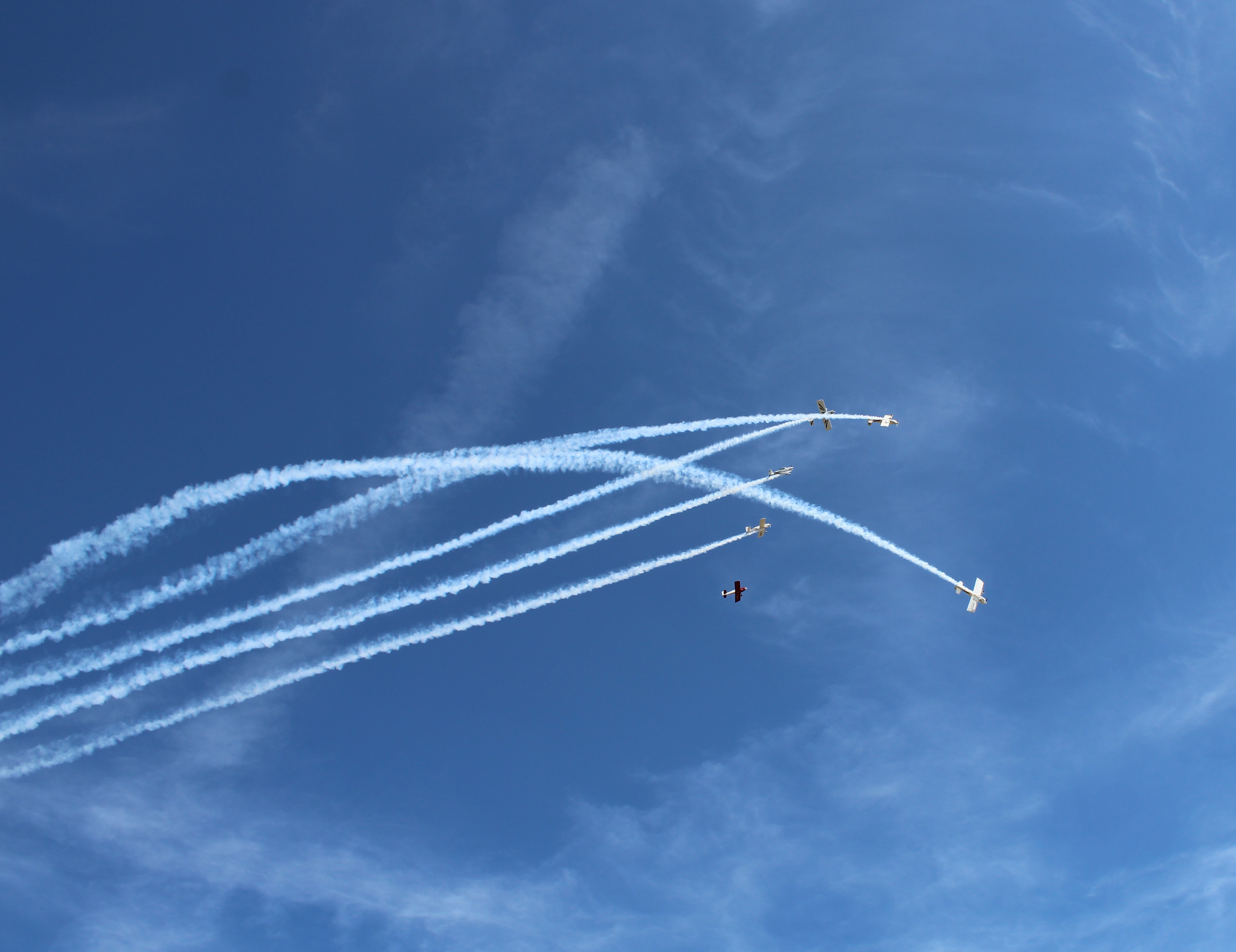